# Лев Михайло Олександрович
Лев Михайло Олександрович (нар. 09 жовтня 1987, Луганськ) — колишній  заступник міністра економіки України , колишній  голова Державного космічного агентства України (2020-2021), економіст, адвокат, громадський та політичний діяч, колишній  голова Саратської районної державної адміністрації Одеської області 2015-2017 р.

## Освіта
- 2010—2011 — Trinity College Dublin (Ірландія) Отримав диплом магістра права (LL.M) 
Захистив магістерську роботу на тему: «Ukrainian rules on the recognition and enforcement of foreign judgments in civil and commercial matters aligning with European»
- 2008—2011 — Інститут міжнародних відносин КНУ ім. Т. Шевченка, м. Київ, Україна., Факультет Міжнародних Економічних Відносин. Отримав диплом Спеціаліста. Кваліфікація — Економіст-Міжнародник.
- 2008—2010 — Інститут міжнародних відносин КНУ ім. Т. Шевченка, м. Київ, Україна., Факультет Міжнародного Права. Отримав диплом Магістра. Кваліфікація — Юрист-Міжнародник, перекладач з англійської мови.
- 2004—2008 — Інститут міжнародних відносин КНУ ім. Т. Шевченка, м. Київ, Україна., Факультет Міжнародного Права. Отримав диплом Бакалавра. Кваліфікація — Фахівець з Міжнародного Права.

## Професійний та громадський досвід
До 2020 року був співзасновником і членом правління ГО "Склик", виконавчим директором ГО "Ініціатива реальних дій", Головою правління ГО «Центр політико-правових досліджень».
У 2016 році став переможцем конкурсу на заміщення вакантної посади заступника голови – керівника апарату Одеської обласної державної адміністрації.
- 2021-2021 - Заступник міністра економіки України [Архівовано 24 червня 2021 у Wayback Machine.] [1]
- 2020-2021 - Голова Державного космічного агентства України.[9]
- 2020-2021 - перший заступник Голови Державного космічного агентства України.[10]
- 2017-2020 - Голова  правління ГО «Центр політико-правових досліджень ».[7][11]
- 2015-2017 - Голова Саратської районної державної адміністрації Одеської області.[4]
- 2012-2013 - Помічник-консультант народного депутата України.
- 2012-2020 - Адвокатська діяльність.
- 2007-2012 - Юридична практика в приватному секторі.

## Громадська діяльність

### Велика політична реформа
7 вересня 2017 року на брифінгу у Верховній Раді України було оголошено про створення суспільно-політичного руху (ГО) «Ініціатива реальних дій», виконавчим директором якої став Михайло Лев.
За ініціативи ГО «Ініціатива реальних дій», спільно з партнерами з інших громадських організацій, які лобіювали прийняття закону про Антикорупційний суд та проведення виборчої реформи, було вирішено провести 17 жовтня акцію, яка отримала назву «Велика політична реформа», та включала три ключові вимоги:
- Обмеження депутатської недоторканності (законопроєкт № 6773);
- Відкриті виборчі списки (законопроєкт № 1068-2);
- Створення Антикорупційного суду.[13]

У рамках акції також були проведені зустрічі у містах України.
Результати кампанії:
- 3 жовтня 2017 року на погоджувальній раді у ВРУ вдалося добитися внесення законопроєкту про обмеження депутатської недоторканності (№6773) та про створення антикорупційного суду (№6011) до порядку денного сесії.[14]
- 17 жовтня, під час самої акції, голова ВРУ Андрій Парубій дав доручення профільному комітету терміново розглянути законопроєкти про обмеження депутатської недоторканості.[15]
- 19 жовтня ВРУ 328 голосами направила законопроєкт про обмеження депутатської недоторканності (№6773) згідно процедури в Конституційний суд України для отримання висновку відповідності Конституції України, як того вимагає процедура.[16]

На сьогоднішній день, усі три вимоги були реалізовані владою України.

### Коаліція національної єдності SPILNO
Створена у грудні 2018 року громадська ініціатива «Коаліція національної єдності SPILNO» (членом якої був Михайло Олександрович Лев), мала на меті надати комунікаційний майданчик для демократичних лідерів та підтримати того, хто зможе перемогти на президентських виборах 2019 року.
Однією з ключових ініціатив було підписання меморандуму, згідно з яким після проведення соціологічного дослідження буде визначено оптимального кандидата для участі у президентських виборах. Решта з тих, хто підписав меморандум та поступатиметься рейтингом – знімали свої кандидатури з виборів.
У процесі виборчої кампанії на користь Анатолія Гриценка кандидатури зняли Андрій Садовий, Дмитро Гнап, Віктор Чумак, Мішель Терещенко, Дмитро Добродомов  та інші.

## Політична діяльність

### Голова Саратської районної державної адміністрації
Основні досягнення:
- Збільшення зведеного бюджету району на 70%;[27]
- Відновлення присутності збройних сил України в Бессарабському регіоні: підрозділів сухопутних військ та берегової оборони ВМСУ;[27]
- Після проведеної інвентаризація с/г земель в бюджети міських рад додано більше 18.5млн. грн.на рік;[27]
- Створення нового ЦНАПу;[27]
- Збільшення в 7 разів фінансування ремонтних робіт у медичних закладах у порівнянні з 2015 р.;[27]
- Придбання обладнання для медичних закладів району у 3,7 разів більше ніж за аналогічний період 2015 р.;[27]
- Збільшення в 3 рази фінансування ремонтних робіт у закладах освіти у порівнянні з 2015 р.;[27]
- Покращення матеріально-технічної бази закладів освіти району - у 11,3 рази збільшено фінансування;[27]
- Збільшено в 26 разів фінансування ремонтних робіт у закладах культури у порівнянні з 2015 р.;[27]
- Придбання обладнання для закладів культури району у 21 разів більше ніж за аналогічний період 2015 р.;[27]
- Інформатизація бібліотек району, поповнення книжкового фонду.[27]

## Наукові публікації
Публікація у науковому віснику Ужгородського національного університету. Тема: «Теоретичні концепції визнання та виконання іноземних судових рішень». Серія «Право», Вип.21. – Ч. ІІ, Том 1. – Ужгород: 2013. – С. 224-228.
Публікація у часописі Київського університету права. На тему: «До питання розуміння визнання іноземного судового рішення в  міжнародному приватному праві». Київ. – 2013/2. – С. 378-381